# بيتر جي. كارتر
بيتر جي. كارتر هو سياسي أمريكي، ولد في 29 مايو 1845 في إيستفيل في الولايات المتحدة، وتوفي في 19 يوليو 1886. نشط حزبياً في الحزب الجمهوري. وقد انتخب عضو مجلس نواب فرجينيا ‏.